# 红母牛
红母牛（希伯來語：‎; Parah Adumah）是一种用于献祭的母牛，其燃烧后的灰烬用于接触尸体者的洁净仪式。 

## 希伯来圣经
民数记 19:2记载: “你要告诉以色列人，把一只纯全无残疾，未曾负轭的红母牛牵到你这里来”— 换言之，这只母牛不能有其他颜色的毛，必须完全健康，而且必须从未用于劳作。这只母牛要被宰杀(民数记 19:3)，在营外焚烧，祭司要把香柏木、牛膝草、红色线，丢在烧牛的火中(民数记19:3–6).母牛灰放在装有清水的容器中(民数记 19:9)。 
在洁净仪式中，用牛膝草蘸容器中的水，洒在接触尸体者的身上，在第三天和第七天再洒一次，(民数记19:18-19)。
按照犹太传统，从摩西时代直到第二圣殿被毁灭，实际上只有9只红小母牛被屠宰。摩西预备了第一只，以斯拉预备了第二只。 
这种动物绝对罕见，又与神秘的仪式相结合，红色小母牛在犹太传统中具有特殊地位。希望重建圣殿的现代的犹太人努力找到洁净仪式所需要的红色的母牛并重新仪式。

## 圣殿研究所
圣殿研究所这个组织专门致力于为在耶路撒冷重建第三圣殿做准备，一直试图确定与民数记19章的要求相一致的红母牛。 

## 基督徒
有些基要派基督徒相信，基督再临只会发生在耶路撒冷第三圣殿建成之后，而这要求红母牛出现在以色列。美国内布拉斯加州的克莱德·洛特正试图繁殖红母牛，出口到以色列，以预备建造第三圣殿，带进基督的到来。 